# Lista de senadores estaduais de Goiás da 10.ª legislatura

Esta é uma lista que registram os  senadores estaduais por Goiás, que compuseram a 10.ª legislatura do Congresso Legislativo do Estado. O PRG (Partido Republicano de Goiás) e PD (Partido Democrata), foram os únicos partidos atuantes nesta legislatura. O Senado e Câmara Estaduais formavam o Congresso Legislativo.  

## Composição de bancadas
| Partido | Líder                     | Bancada | Posição  |
| ------- | ------------------------- | ------- | -------- |
| PD      | Joaquim Rufino Ramos Jubé | 11 / 12 | Governo  |
| PRG     | Antônio Martins Borges    | 1 / 12  | Oposição |

## Mesas diretoras
|      |                           |                          |                      |                  |                         |                   |
| Ano  | Presidente                | 1º Vice-presidente       | 1º Secretário        | 2º Secretário    | 3º Secretário           | 4º Secretário     |
| ---- | ------------------------- | ------------------------ | -------------------- | ---------------- | ----------------------- | ----------------- |
| 1925 | Joaquim Rufino Ramos Jubé | Francisco Perillo Júnior | Leão Di Ramos Caiado | Adolpho Teixeira | Geraldino Caiado Fleury | Antenor de Amorim |
| 1929 | Joaquim Rufino Ramos Jubé | Francisco Perillo Júnior | Leão Di Ramos Caiado | Adolpho Teixeira | Geraldino Caiado Fleury | Antenor de Amorim |

## Senadores estaduais
| Partido | Nome                           |
| ------- | ------------------------------ |
| PD      | Adolpho Teixeira               |
| PD      | Alfredo Lopes de Moraes        |
| PD      | Antenor de Amorim              |
| PD      | Deocleciano Nunes da Silva     |
| PD      | Felismino de Souza Viana       |
| PD      | Francisco Perillo Júnior       |
| PD      | Geraldino Caiado Fleury        |
| PD      | Herculano de Souza Lobo        |
| PD      | Joaquim Rufino Ramos Jubé      |
| PD      | José Rodrigues de Moraes Filho |
| PD      | Leão Di Ramos Caiado           |
| PD      | Miguel da Rocha Lima           |
| PRG     | Antônio Martins Borges         |